# Liste der Naturdenkmale in Freudenstadt
| Naturdenkmale | Anzahl |
| ------------- | ------ |
| FND           | 1      |
| END           | 38     |
| Gesamt        | 39     |

Die Liste der Naturdenkmale in Freudenstadt nennt die verordneten Naturdenkmale (ND) der im baden-württembergischen Landkreis Freudenstadt liegenden Stadt Freudenstadt. In Freudenstadt gibt es insgesamt 39 als Naturdenkmal geschützte Objekte, davon ein flächenhaftes Naturdenkmal (FND) und 38 Einzelgebilde-Naturdenkmale (END).
Stand: 31. Oktober 2016.

## Flächenhafte Naturdenkmale (FND)
| Name                      | Bild | Kennung     | Einzelheiten | Position | Fläche Hektar | Datum         |
| ------------------------- | ---- | ----------- | ------------ | -------- | ------------- | ------------- |
| Quellmulde Wittlensweiler | BW   | 82370280001 | Freudenstadt | ⊙        | 1,4           | 10. Juli 1979 |
| Legende für Naturdenkmal  |      |             |              |          |               |               |

## Einzelgebilde (END)
| Name                                        | Bild | Kennung     | Einzelheiten | Position | Fläche Hektar | Datum        |
| ------------------------------------------- | ---- | ----------- | ------------ | -------- | ------------- | ------------ |
| 1 Ahorn, 1 Kastanie                         | BW   | 82370280019 | Freudenstadt | ⊙        | 0,0           | 6. Juni 1994 |
| 1 Ahorn                                     | BW   | 82370280007 | Freudenstadt | ⊙        | 0,0           | 6. Juni 1994 |
| 1 Buche                                     | BW   | 82370280011 | Freudenstadt | ⊙        | 0,0           | 6. Juni 1994 |
| 1 Buche                                     | BW   | 82370280012 | Freudenstadt | ⊙        | 0,0           | 6. Juni 1994 |
| 1 Buche                                     |      | 82370280016 | Freudenstadt | ???      | 0,0           | 6. Juni 1994 |
| 1 Buche                                     | BW   | 82370280018 | Freudenstadt | ⊙        | 0,0           | 6. Juni 1994 |
| 1 Mammutbaum                                | BW   | 82370280006 | Freudenstadt | ⊙        | 0,0           | 6. Juni 1994 |
| 1 Mammutbaum                                |      | 82370280014 | Freudenstadt | ⊙        | 0,0           | 6. Juni 1994 |
| 1 Mostbirne                                 | BW   | 82370280002 | Freudenstadt | ⊙        | 0,0           | 6. Juni 1994 |
| 1 Rotbuche                                  | BW   | 82370280008 | Freudenstadt | ⊙        | 0,0           | 6. Juni 1994 |
| 1 Rotbuche                                  | BW   | 82370280009 | Freudenstadt | ⊙        | 0,0           | 6. Juni 1994 |
| 1 Rotbuche                                  |      | 82370280015 | Freudenstadt | ⊙        | 0,0           | 6. Juni 1994 |
| 1 Rotbuche                                  | BW   | 82370280020 | Freudenstadt | ⊙        | 0,0           | 6. Juni 1994 |
| 1 Sommerlinde                               | BW   | 82370280004 | Freudenstadt | ⊙        | 0,0           | 6. Juni 1994 |
| 1 Sommerlinde                               | BW   | 82370280010 | Freudenstadt | ⊙        | 0,0           | 6. Juni 1994 |
| 1 Sommerlinde                               | BW   | 82370280030 | Freudenstadt | ⊙        | 0,0           | 6. Juni 1994 |
| 1 Stieleiche                                | BW   | 82370280001 | Freudenstadt | ⊙        | 0,0           | 6. Juni 1994 |
| 1 Stieleiche                                | BW   | 82370280013 | Freudenstadt | ⊙        | 0,0           | 6. Juni 1994 |
| 1 Stieleiche                                | BW   | 82370280021 | Freudenstadt | ⊙        | 0,0           | 6. Juni 1994 |
| 1 Stieleiche                                | BW   | 82370280023 | Freudenstadt | ⊙        | 0,0           | 6. Juni 1994 |
| 1 Stieleiche                                | BW   | 82370280031 | Freudenstadt | ⊙        | 0,0           | 6. Juni 1994 |
| 1 Stieleiche                                | BW   | 82370280032 | Freudenstadt | ⊙        | 0,0           | 6. Juni 1994 |
| 1 Stieleiche                                | BW   | 82370280033 | Freudenstadt | ⊙        | 0,0           | 6. Juni 1994 |
| 1 Stieleiche                                | BW   | 82370280035 | Freudenstadt | ⊙        | 0,0           | 6. Juni 1994 |
| 1 Stieleiche                                | BW   | 82370280037 | Freudenstadt | ⊙        | 0,0           | 6. Juni 1994 |
| 1 Vierlingsforche                           | BW   | 82370280005 | Freudenstadt | ⊙        | 0,0           | 6. Juni 1994 |
| 1 Wildbirne                                 | BW   | 82370280003 | Freudenstadt | ⊙        | 0,0           | 6. Juni 1994 |
| 1 Winterlinde                               | BW   | 82370280022 | Freudenstadt | ⊙        | 0,0           | 6. Juni 1994 |
| 1 Winterlinde                               | BW   | 82370280025 | Freudenstadt | ⊙        | 0,0           | 6. Juni 1994 |
| 1 Winterlinde                               | BW   | 82370280026 | Freudenstadt | ⊙        | 0,0           | 6. Juni 1994 |
| 1 2-stämmige Stieleiche                     | BW   | 82370280029 | Freudenstadt | ⊙        | 0,0           | 6. Juni 1994 |
| 1 3-stämmige Stieleiche                     | BW   | 82370280028 | Freudenstadt | ⊙        | 0,0           | 6. Juni 1994 |
| 1 4-stämmige Fichte                         |      | 82370280036 | Freudenstadt | ???      | 0,0           | 6. Juni 1994 |
| 2 Eschen, 1 Ahorn, 1 Bergahorn              | BW   | 82370280038 | Freudenstadt | ⊙        | 0,0           | 6. Juni 1994 |
| 2 Sommerlinden                              | BW   | 82370280024 | Freudenstadt | ⊙        | 0,0           | 6. Juni 1994 |
| 2 Sommerlinden                              | BW   | 82370280027 | Freudenstadt | ⊙        | 0,0           | 6. Juni 1994 |
| 4 Stieleichen                               | BW   | 82370280034 | Freudenstadt | ⊙        | 0,0           | 6. Juni 1994 |
| 6 Buchen, je 1 Spitzahorn, Bergahorn, Esche | BW   | 82370280017 | Freudenstadt | ⊙        | 0,0           | 6. Juni 1994 |
| Legende für Naturdenkmal                    |      |             |              |          |               |              |